# Старий Яр
Старий Яр (також Старий Яжів) — село в Україні, в Яворівському районі Львівської області. Населення становить 1331 особа. Орган місцевого самоврядування — Яворівська міська рада.

## Назва
За роки радянської влади село в документах називали «Старий Ярів». 1989 року селу надали сучасну назву.

## Історія
У 20-х роках XX століття діяла підпільна організація КПЗУ.

## Населення

### Мова
Розподіл населення за рідною мовою за даними :
| Мова       | Кількість | Відсоток |
| ---------- | --------- | -------- |
| українська | 1328      | 99.78%   |
| білоруська | 2         | 0.15%    |
| вірменська | 1         | 0.07%    |
| Усього     | 1331      | 100%     |

## Пам'ятки
У селі є два діючих храми — Покрови Пресвятої Богородиці  ПЦУ та Покрови Пресвятої Богородиці УГКЦ
На дерев'яних «випусках» місцевої церкви збереглись вирізьблені кимось з народних майстрів на дереві надписи: «перші козаки. 1648», «москва перши раз 1655».
На території церкви розташована ботанічна пам'ятка природи — «Два вікових дуби».

## Відомі люди
- Варениця Роман — Герой України, захисник Майдану, загинув 20 лютого 2014 року.
- Вахула Іван Васильович (1967—2014) — український військовик, старший сержант 24-ї окремої механізованої бригади Збройних сил України, учасники російсько-української війни. Загинув у боях під Іловайськом.
- Вахула Роман — український футболіст, екс-гравець збірної України з футзалу.
- Лев Василь — український мовознавець та історик літератури, професор.

## Галерея

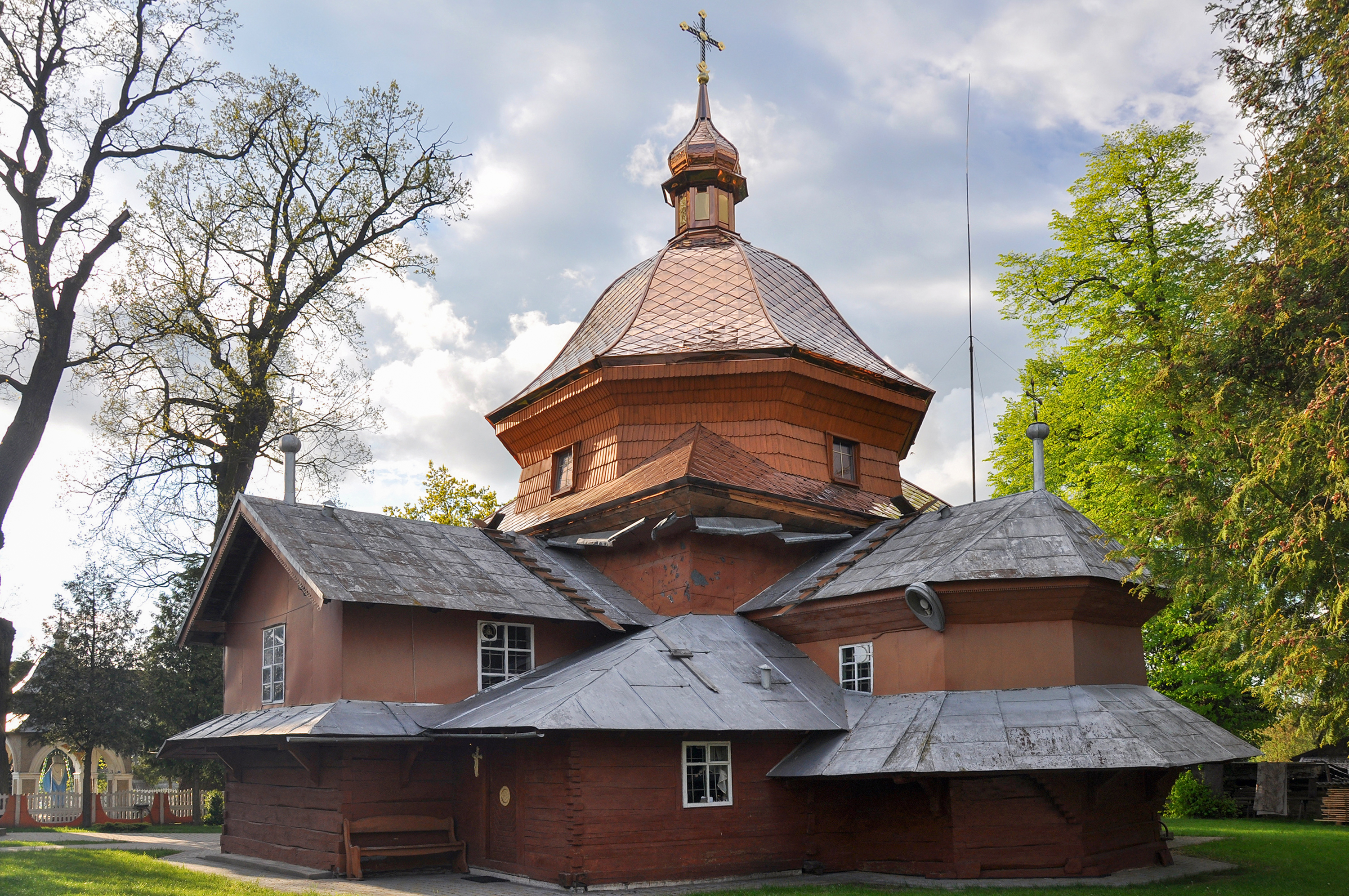
Церква Покрови Пресвятої Богородиці
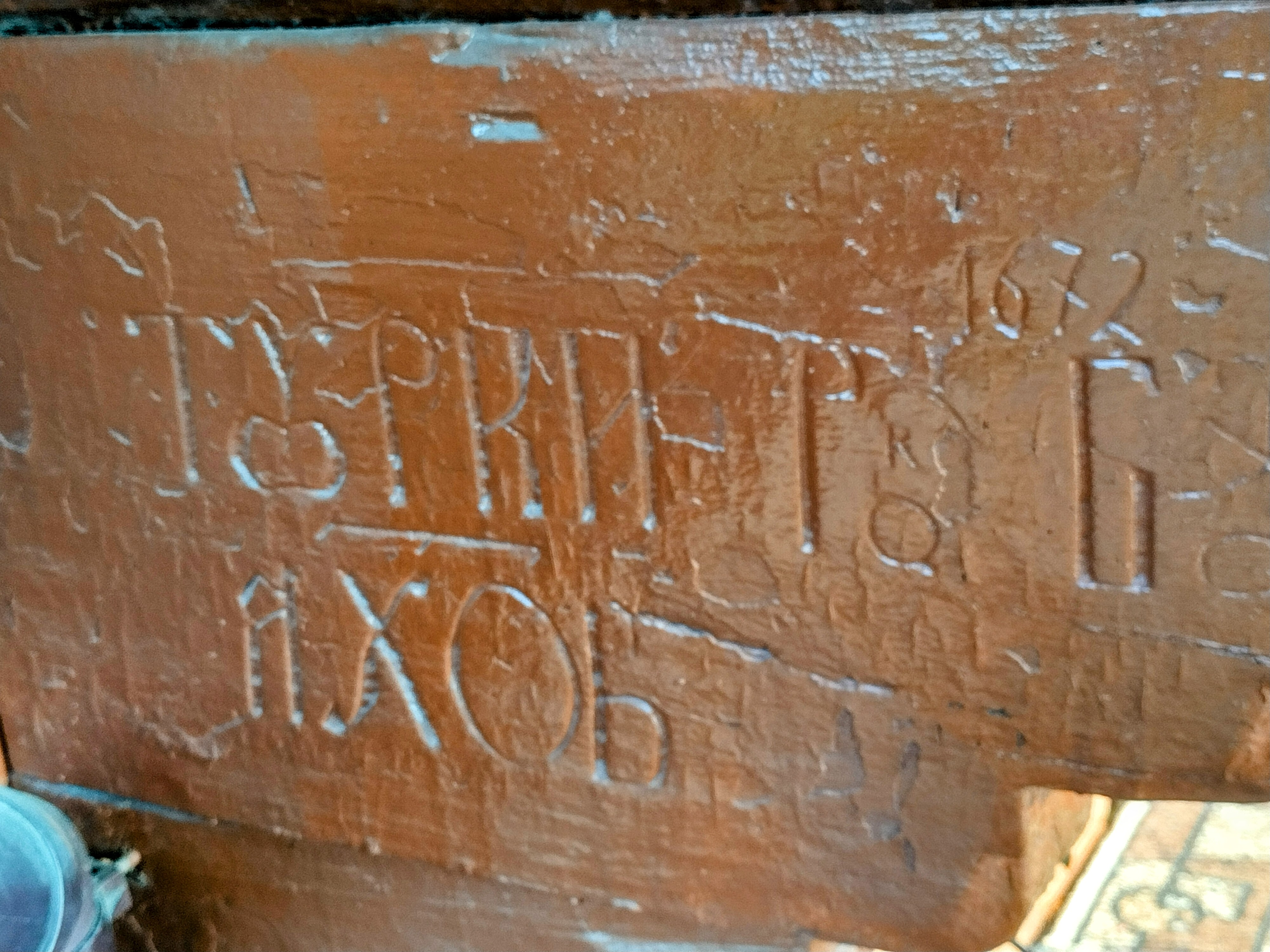
Надписи на дерев'яній Покровській церкві
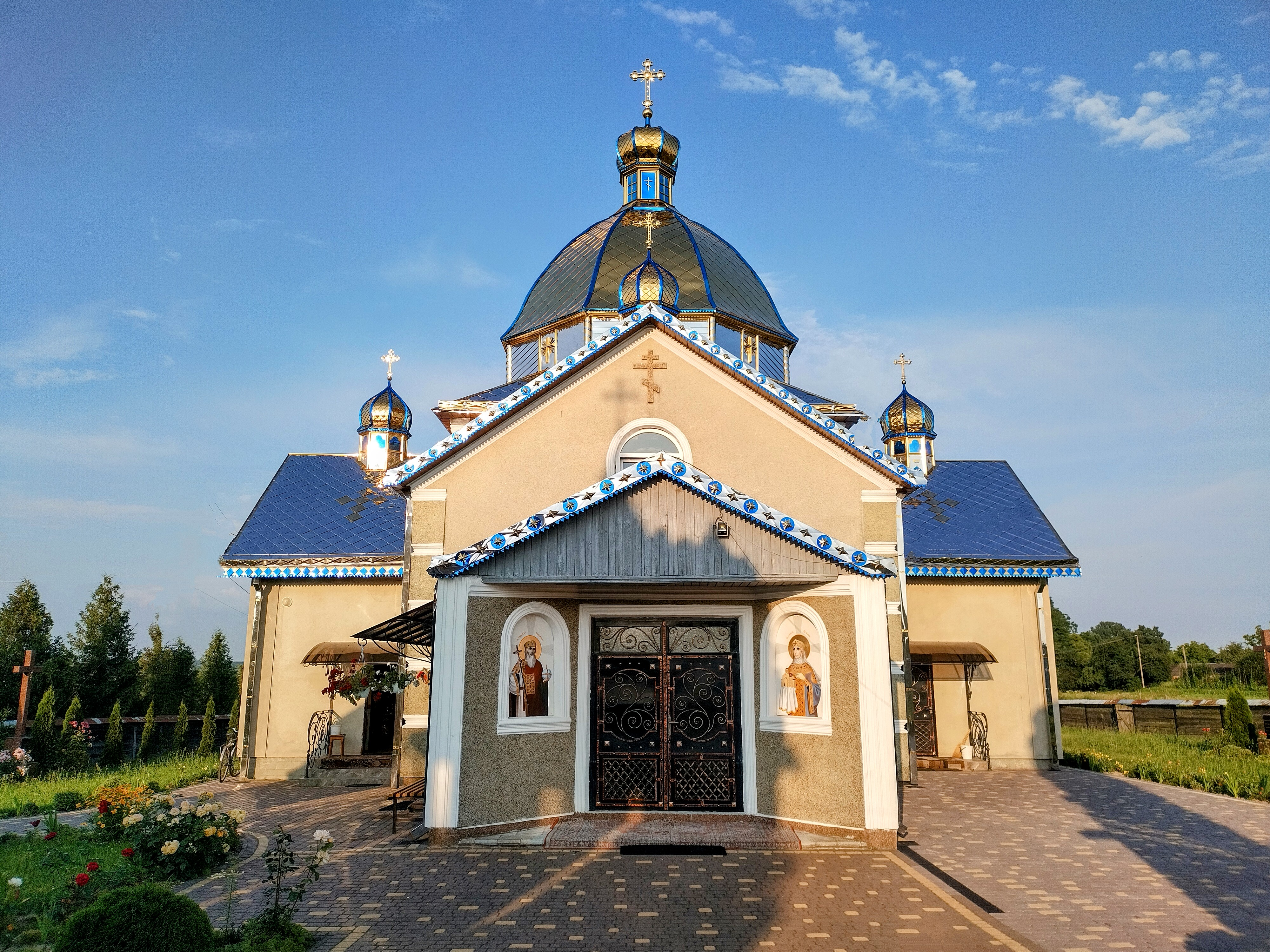
Церква Святих Рівноапостольних Володимира і Ольги
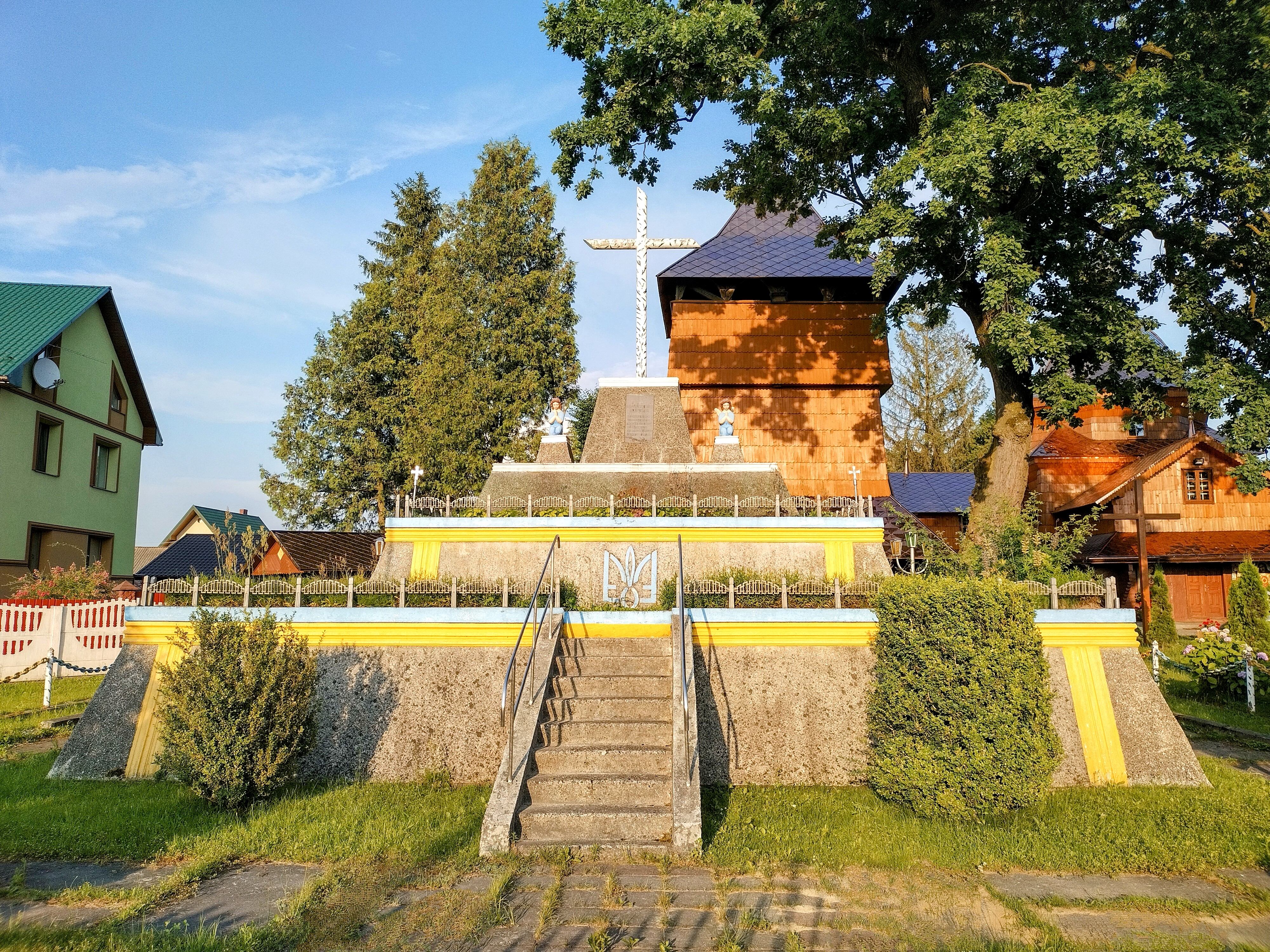
Меморіал "Борцям за волю України"
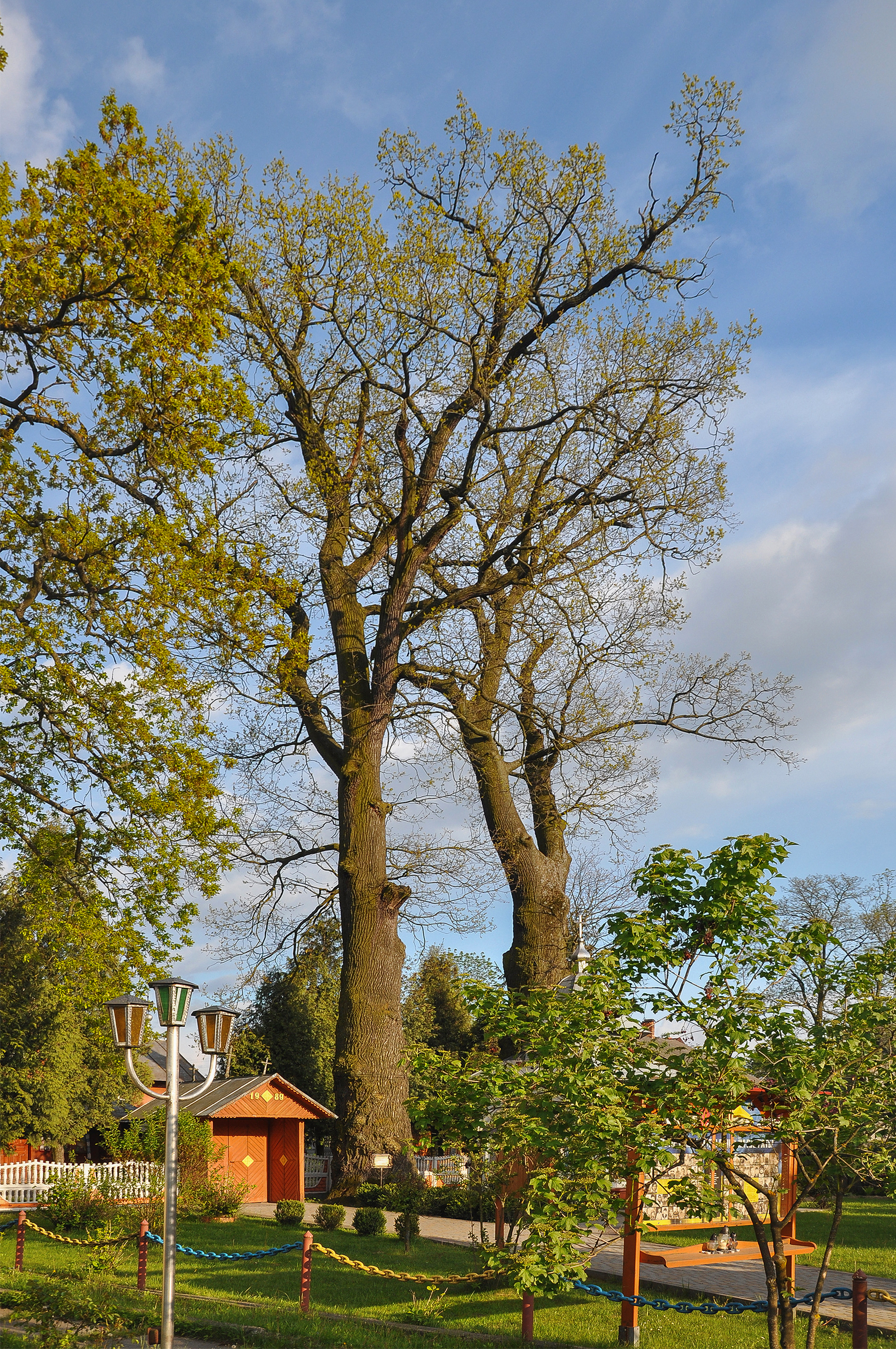
Ботанічна пам'ятка природи «Два вікових дуби»